# New Classic Waylon
New Classic Waylon è il cinquantacinquesimo album di Waylon Jennings, pubblicato nel 1989 dalla MCA Records. Si tratta di una raccolta di brani già pubblicati nei precedenti quattro album del periodo con l'etichetta MCA.

## Tracce
1. Working Without a Net – 2:40 (Don Cook, John Barlow, Gary Nicholson) – Tratto dall'album Will the Wolf Survive (1986)
2. Will the Wolf Survive? – 3:07 (David Hidalgo, Louie Pérez) – Tratto dall'album Will the Wolf Survive (1986)
3. What You'll Do When I'm Gone – 2:55 (Larry Butler) – Tratto dall'album Will the Wolf Survive (1986)
4. Rose in Paradise – 3:40 (Jim McBride, Stewart Harris) – Tratto dall'album Hangin' Tough (1987)
5. Fallin' Out – 3:34 (Denny Lile) – Tratto dall'album Hangin' Tough (1987)
6. Rough and Rowdy Days – 2:35 (Waylon Jennings, Roger Murrah) – Tratto dall'album A Man Called Hoss (1987)
7. If Ole Hank Could Only See Us Now – 2:53 (Waylon Jennings, Roger Murrah) – Tratto dall'album A Man Called Hoss (1987)
8. How Much Is It Worth to Live in L.A. – 2:53 (Waylon Jennings, Roger Murrah) – Tratto dall'album Full Circle (1988)
9. Which Way Do I Go (Now That I'm Gone) – 3:09 (John McRae, Steve Clark) – Tratto dall'album Full Circle (1988)
10. Trouble Man – 3:15 (Tony Joe White, Waylon Jennings) – Tratto dall'album Full Circle (1988)

## Musicisti
- Waylon Jennings - voce, chitarra